# Ryszard Vorbrich
Ryszard Andrzej Vorbrich – polski etnolog, antropolog, profesor nauk humanistycznych, profesor Wyższej Szkoły Zawodowej „Kadry dla Europy” w Poznaniu i Wydziału Antropologii i Kulturoznawstwa Uniwersytetu im. Adama Mickiewicza w Poznaniu.

## Życiorys
Odbył studia w zakresie prawa i etnografii na Uniwersytecie im. Adama Mickiewicza w Poznaniu. Obronił pracę doktorską, 30 marca 1998 habilitował się na podstawie oceny dorobku naukowego i pracy zatytułowanej Górale Atlasu marokańskiego. Peryferyjność i przejawy marginalności. 12 listopada 2013 nadano mu tytuł profesora nauk humanistycznych. Został zatrudniony na stanowisku profesora nadzwyczajnego w Instytucie Etnologii i Antropologii Kulturowej na Wydziale Historycznym Uniwersytetu im. Adama Mickiewicza w Poznaniu.
Objął funkcję profesora w Wyższej Szkole Zawodowej „Kadry dla Europy” w Poznaniu, oraz na Wydziale Antropologii i Kulturoznawstwa Uniwersytetu im. Adama Mickiewicza w Poznaniu, a także członka zarządu Polskiego Towarzystwa Afrykanistycznego.
Członek Akademickiego Klubu Obywatelskiego im. Prezydenta Lecha Kaczyńskiego w Poznaniu.
Był sekretarzem Komitetu Nauk Etnologicznych I Wydziału Nauk Humanistycznych i Społecznych Polskiej Akademii Nauk.

## Publikacje
- 2004: Wódz jako funkcjonariusz. Despotyzm zdecentralizowany w społeczeństwie postplemiennym Kamerunu[1]
- 2006: L’Afrique face au problème des mutilations génitales[1]
- 2007: Idea konsensusu i tożsamość plemienna a wybory demokratyczne w państwie afrykańskim. Na przykładzie Kamerunu, [w:] Plemię, państwo, demokracja, Vorbrich R. (red.)[1]
- Strategia adaptacyjna górskich ludów Afryki[1]
- 2009: Rozwój dialogu – dialog rozwoju. Trwałość i ewolucja dyskursu antropologii rozwoju[1]